# Agrupación Deportiva Sala Zaragoza de Fútbol Sala
La Agrupación Deportiva Sala Zaragoza de Fútbol Sala es un club de fútbol sala femenino de España de la ciudad de Zaragoza. Fue fundado en 1993 y juega en la Primera División de fútbol sala femenino.

## Historia

### Segunda División (2011-2018)
En la temporada 2011-12 el equipo debuta en segunda división en la que finaliza en última posición, puesto que le suponía el descenso de categoría, pero es repescado. En las dos siguientes temporadas terminó en novena y séptima posición. En la temporada 2014-15 finaliza en segunda posición a 4 puntos del primero, y no juega los play-offs de ascenso al no tener uno de los dos mejores coeficiente como segundo. Las dos siguientes temporadas termina en octava y quinta posición.
En la temporada 2017-18 finaliza en primera posición, lo que le permite jugar los play-offs contra el Colmenarejo, empata el primer partido a 2 y gana por 6 a 4 en el partido de vuelta en casa, con lo que consigue el ascenso a Primera división. Destaca también que su jugadora Rapha anotó 74 goles.

### Primera División (2018-act.)
En la temporada 2018-19 el equipo debutó en la máxima categoría, hasta la quinta jornada no consigue su primer punto contra el Majadahonda y la primera victoria llegó en la undécima jornada en el partido disputado contra el Femisport al que ganó por 7 tantos a 1. Llegó a la última jornada jugándose la permanencia contra el Guadalcacín, y al Sala Zaragoza le bastaba con un punto para conseguirla, comenzó perdiendo el partido y a falta de 2 minutos consiguió el empate que le permitió conseguir la permanencia en la máxima categoría. Finalizó con 24 puntos en 6 victorias y 6 empates.

## Uniforme
- Uniforme titular: Camiseta de color blanca en la parte delantera y azul en la trasera, pantalón azul, y medias blancas.
- Uniforme alternativo: Camiseta a rayas rojas y amarillas con efecto cuadrillé, pantalón blanco, medias blancas.

## Pabellón
El equipo juega en el pabellón Siglo XXI de la ciudad de Zaragoza. que tiene una capacidad de 2 780 espectadores, anteriormente lo había hecho en el pabellón de la Granja.

## Datos del club
- Temporadas en Primera División: 4.
- Temporadas en Segunda División: 7.
- Mejor puesto en la liga: 11.ª.
- Peor puesto en la liga: 13.ª.

Mayor goleada conseguida:
En Casa
Sala Zaragoza 10 - 2 Joventut d'Elx (25 de septiembre de 2022)
Fuera
Femisport 0 - 4 Sala Zaragoza (28 de abril de 2019)
Intersala Zaragoza 1 - 5 Sala Zaragoza (20 de marzo de 2021)
Marín 5 - 9 Sala Zaragoza (21 de enero de 2023)
Mayor goleada recibida:
En Casa
Sala Zaragoza 2 - 10 Alcorcón (11 de noviembre de 2018)
Fuera
Futsi Navalcarnero 10 - 0 Sala Zaragoza (4 de noviembre de 2018)
Burela 12 - 2 Sala Zaragoza (17 de septiembre de 2022)
- Máxima goleadora en primera:

Jennifer Sousa, 38
Laura Boix, 36
Livia, 35
Rapha Martins 35

## Jugadores y cuerpo técnico

### Plantilla y cuerpo técnico (2022-23) Sala Zaragoza
| Dorsal | Jugador         | Posición   | Edad    | Procedencia        |
| ------ | --------------- | ---------- | ------- | ------------------ |
| 1      | Verónica Rica   | Portera    | 19 años | Filial             |
| 7      | Mirian Ruiz     | Ala-Cierre | 31 años | Poio Pescamar      |
| 10     | Boix            | Ala-Cierre | 29 años | Caspe              |
| 8      | María Illescas  | Ala-Pívot  | 19 años | Filial             |
| 9      | María Moreno    | Pívot      | 20 años | Filial             |
| 4      | Carolina Bravo  | Ala        | 22 años | Costa Sur          |
| 6      | Giba            | Ala        | 22 años | At Paraenense      |
| 33     | Zhara Lotfabadi | Portera    | 30 años | Farha              |
| 28     | Ana Eliza       | Portera    | 24 años | Joventut d'Elx     |
| 15     | Ana Reynal      | Cierre     | 31 años | Fath Union Sport   |
| 11     | Melissa Jaimes  | Ala        | 21 años | Fundación Juventas |
| 14     | Nicol Armoa     | Ala        | 24 años | Exaysaty           |